# الدخلة (ذي السفال)

تعديل مصدري - تعديل

الدخلة محلة تابعة لقرية المجادرة، التابعة لعزلة السيف بمديرية ذي السفال إحدى مديريات محافظة إب في الجمهورية اليمنية، بلغ تعداد سكانها 86 حسب تعداد اليمن لعام 2004.